# Xã Marion, Quận Hocking, Ohio
Xã Marion (tiếng Anh: Marion Township) là một xã thuộc quận Hocking, tiểu bang Ohio, Hoa Kỳ. Năm 2010, dân số của xã này là 2.463 người.